# فرودگاه صحرایی استراتژیک ۲۹ نخل نیروهای سرکوبگر
فرودگاه صحرایی استراتژیک ۲۹ نخل نیروهای سرکوبگر (به انگلیسی: Twentynine Palms Strategic Expeditionary Landing Field) یک فرودگاه نظامی باربری است . این فرودگاه در شهر شهرستان سن برناردینو، کالیفرنیا کشور ایالات متحده آمریکا قرار دارد و در ارتفاع ۶۲۵ متری از سطح دریا واقع شده است.